# سان نيكولاس دي لوس غارزا
سان نيكولاس دي لوس غارزا تُعرف أحيانًا باسم سان نيكولاس، وهي مدينة وبلدية مشتركة في ولاية نويفو ليون المكسيكية التي تعد جزءًا من منطقة عاصمة مونتيري. وتعد ثالث أكبر مدينة في الولاية، بعد مونتيري وغوادالوبي.
تضم جامعة نويفو ليون المستقلة، وهي واحدة من أرقى الجامعات العامة في المكسيك وأمريكا اللاتينية.

## التاريخ
تأسست في 5 فبراير 1597 وأطلق عليها اسم مزرعة بيدرو دي لا غارزا، ثم القديس نيكولاس، وأخيراً القديس نيكولاس من عائلة غارزا. كان أول الناس الذين سكنوا المنطقة من الهنود الحمر، ومعظمهم من البدو. وكانوا هم ألازاباس، وأيالاس، وألنتشينيوس.
تأسست سان نيكولاس مباشرة بعد مونتيري، عندما منح دييغو دي مونتيمايور الإذن بالسكن في المنطقة، ويعتبر افراد هذه العائلات من اوائل المستوطنين في المدينة.
في عام 1830 تم إعلان المنطقة على انها قرية، باسم سان نيكولاس دي لوس جارزا، تكريما لقديس المدينة. وفي 12 مايو 1970 تم إعلانها مدينة.

## الاقتصاد
في بداية القرن العشرين، قامت العديد من الشركات المكسيكية المهمة ببناء مصانع في المنطقة، مما جعل سان نيكولاس في الأساس مركزًا صناعيًا. اشتهرت شركات مثل سيمكس (بالخرسانة) وفيترو (بالزجاج) وبينوليس وهيلسا (بالصلب) وبمرافقها الكبيرة في المدينة.
في السبعينات، عززت سان نيكولاس سمعتها كمكان جيد للعيش، وشهدت البلدية موجة من بناء المنازل. كان هذا الازدهار في بناء المنازل ممكنًا نظرًا لوجود الكثير من الأراضي المتاحة داخل أراضي المنطقة. في الثمانينيات من القرن الماضي، انتقلت العديد من المنشآت الصناعية إلى مناطق وبلديات أخرى، وبشكل رئيسي إلى أبوداكا.
في نهاية الثمانينات وبداية التسعينات، تم إنشاء مراكز تجارية ضخمة أو مراكز تسوق لخدمة عدد كبير من السكان. أصبح النشاط الاقتصادي الأول بدلاً من الإنتاج الصناعي.